# Thauan Lara
Thauan Lara dos Santos dit Thauan Lara, né le 22 janvier 2004 à Porto Alegre au Brésil, est un footballeur brésilien qui évolue au poste d'arrière gauche au SC Internacional.

## Biographie

### En club
Né à Porto Alegre au Brésil, Thauan Lara est formé par l'un des clubs de sa ville natale, le SC Internacional, qu'il rejoint à l'âge de neuf ans. Il fait toutes ses classes dans ce club jusqu'aux professionnels.
Il joue son premier match en équipe première lors d'une rencontre de championnat du Brésil contre le Cuiabá EC le 17 novembre 2021. Il est titularisé et son équipe s'incline par un but à zéro.
Thauan Lara connait sa première titularisation le 25 février 2023, à l'occasion d'une rencontre de Campeonato Gaúcho face au Clube Esportivo Aimoré (en). Son équipe s'impose ce jour-là par deux buts à zéro,. Le 5 avril 2023 il fait sa première apparition en Copa Libertadores face aux colombiens de l'Independiente Medellín. Il est titularisé et les deux équipes se neutralisent (1-1 score final).